# Priest (Comic)
Priest ist eine Manhwa-Serie des südkoreanischen Zeichners Hyung Min-woo. Erzählt wird der von Tod und Verderben gepflasterte Weg des Priesters Ivan Isaacs. Regisseur Scott Stewart verfilmte Priest mit Paul Bettany in der Hauptrolle und brachte den Film 2011 in die Kinos.

## Handlung
Der junge Priester Ivan Isaacs nimmt einen Auftrag an und macht sich auf die Suche nach dem Domas Porada, einem antiken Relikt, auf das ihn der Vatikan aufmerksam gemacht hat. Dabei muss er sich zwischen seiner verbotenen Liebe zu seiner Adoptivschwester Gena und seinem Dienst für die Kirche entscheiden.
Von Visionen geplagt, lüftet er in wochenlanger Arbeit das grausame Geheimnis der alten Säule. In ihr ruhen der wiedergeborene abtrünnige Erzengel Temozarela und sein Erzfeind Belial. Durch ein dämonisches Ritual wird der endlos hasserfüllte Temozarela entfesselt und macht die Erde zur Hölle. Ivan selbst ist nun Teil des Kampfes all derer, die sich von Gott losgesagt haben. Ein teuflischer Pakt mit Belial bringt ihn als Untoten zurück unter die Menschen. Diese sind auf ihn angewiesen, um gegen die marodierenden Horden von Zombies und Dämonen bestehen zu können. Bewaffnet mit Silberkugeln und einer verzauberten Klinge macht er sich auf den Weg, um Rache zu üben. Unterwegs führt er Tagebuch.

## Veröffentlichungen
Priest erscheint seit 1998 in einzelnen Kapiteln in der südkoreanischen Zeitschrift Comic Champ. Der Manhwa wurde auch in bisher 16 Sammelbänden veröffentlicht.
Priest ist u. a. auch in den USA, Frankreich und Deutschland erschienen. Auf Deutsch erscheint der Manhwa seit Mai 2005 bei Tokyopop. Bisher sind 16 Bände erschienen.